# Wolfgang Baumeister

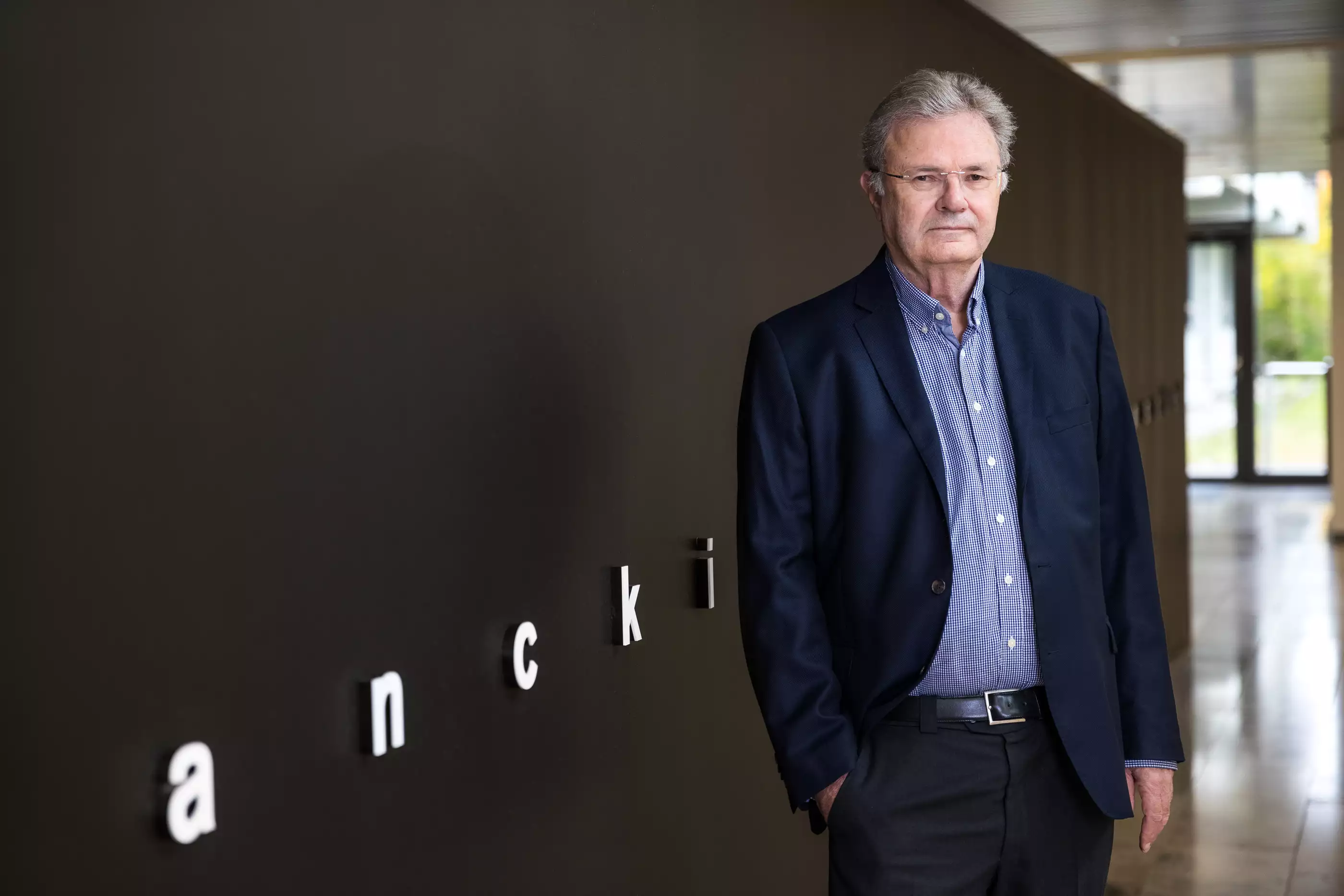

Wolfgang Baumeister (* 22. November 1946 in Wesseling bei Köln) ist ein deutscher Biologe und Biophysiker.
Schwerpunkt seiner Tätigkeit ist die Erforschung molekularer Zellstrukturen. Seit 1988 ist er Direktor und Wissenschaftliches Mitglied am Max-Planck-Institut für Biochemie. Unter seiner Leitung wurde u. a. die Kryoelektronentomographie entwickelt.

## Leben
Wolfgang Baumeister studierte nach seinem Abitur Biologie in Münster und Bonn und promovierte 1973 an der Universität Düsseldorf. 1978 habilitierte er dort für das Fach Biophysik. Von 1981 bis 1982 war er Heisenberg-Stipendiat am Physik-Department des Cavendish-Laboratoriums der University of Cambridge.
1983 wurde er zum Leiter der Arbeitsgruppe „Molekulare Strukturbiologie“ am MPI für Biochemie in Martinsried bei München ernannt. Zusätzlich war er in den Jahren 1984 bis 1987 außerplanmäßiger Professor (apl.) an der Universität Düsseldorf und ist seit 1987 apl. Professor an der Technischen Universität München, Fakultät für Chemie. 1988 wurde er zum Direktor und Wissenschaftlichen Mitglied am Max-Planck-Institut für Biochemie in Martinsried berufen. Seit  dem Jahr 2000 nimmt er daneben eine Honorarprofessur an der Technischen Universität München, Fakultät für Physik, wahr.

## Ehrungen
Baumeister ist Mitglied der Bayerischen Akademie der Wissenschaften seit 2000, der Deutschen Akademie der Naturforscher Leopoldina seit 2001, der National Academy of Sciences seit 2010, sowie der American Academy of Arts and Sciences seit 2003.
- 1982: Ernst-Ruska-Preis der Deutschen Gesellschaft für Elektronenmikroskopie
- 1998: Otto-Warburg-Medaille der Gesellschaft für Biochemie und Molekularbiologie
- 2000: Max-Planck-Forschungspreis
- 2003: Louis-Jeantet-Preis für Medizin
- 2003: I. & H. Wachter Award, I. & H. Wachter Foundation[3]
- 2004: Stein & Moore Award, Protein Society, USA
- 2005: Harvey Prize, Technion, Haifa, Israel[4]
- 2005: Schleiden-Medaille
- 2006: Ernst Schering Preis
- 2008: Wissenschaftspreis Biochemische Analytik der DGKL, dotiert mit 50.000 Euro
- 2018: Ernst-Jung-Medaille für Medizin in Gold
- 2019: Wissenschaftspreis: Forschung zwischen Grundlagen und Anwendungen von Stifterverband für die Deutsche Wissenschaft und Max-Planck-Gesellschaft[5]
- 2019: Van Deenen Medal[6]
- 2022: Alexander Hollaender Award in Biophysics[7]
- 2023: Rosenstiel Award[8]
- 2025: Shaw Prize in Life Sciences.[9]